# Carige irrorata
Carige irrorata là một loài bướm đêm trong họ Geometridae.